# Tsa
Pour les articles homonymes, voir TSA.
Cette page contient des caractères spéciaux ou non latins. S’ils s’affichent mal (▯, ?, etc.), consultez la page d’aide Unicode.
Tsa (également ça et dza), ծա en arménien ([ts'a] ou [dza]), est la 14e lettre de l'alphabet arménien.

## Linguistique
Tsa est utilisé pour représenter le son de :
- en arménien classique, le son [ts] ;
- en arménien oriental, [tsʰ] ;
- en arménien occidental, [dz].

Dans la norme ISO 9985, la lettre est translittérée par « ç ».

## Représentation informatique
- Unicode[1] :
  - Capitale Ծ : U+053E
  - Minuscule ծ : U+056E